# Isaac Chikwekwere Lamba
Isaac Chikwekwere Lamba (* 10. November 1945 in Mzuzila) ist ein malawischer Diplomat.

## Leben
Lamba studierte Geschichte an der Universität Malawi und arbeitete anschließend daselbst als Dozent. 1974 promovierte er an der Universität Edinburgh. Nach Studienabschluss erfolgte seine Ernennung zum stellvertretenden Leiter des malawischen Instituts für Bildungsforschung. Von 1988 bis 1991 fungierte er als Staatssekretär im Ministerium für Bildung und Kultur. Danach war er Botschafter in Paris, anschließend Botschafter und ständiger Vertreter bei der UN in New York. Er spricht Englisch, Französisch, Chichewa, Tumbuka, Yao, Shona und Bemba.